# Elatostema bontocense
Elatostema bontocense är en nässelväxtart som beskrevs av Elmer Drew Merrill. Elatostema bontocense ingår i släktet Elatostema och familjen nässelväxter. Inga underarter finns listade i Catalogue of Life.